# La sedia di lillà
La sedia di lillà è un brano musicale del cantautore italiano Alberto Fortis, appartenente al suo primo album in studio dal titolo eponimo Alberto Fortis (1979).

## Testo
Il testo del brano, che si rivela essere una sorta di poesia, ha un significato personale per il cantautore e contiene temi comuni a tutto l'album come l'amore come fonte di sofferenza e l'amicizia tradita.
Il brano è incentrato su una persona (che nella realtà era lo zio di Fortis, Ugo) costretta a vita sulla sedia a rotelle, che nel brano è metaforicamente denominata Sedia di lillà. Nella realtà Ugo perse la capacità di camminare a seguito di un banale incidente domestico, mentre nel brano non vi si fa alcun riferimento alla causa.
Il finale tragico della canzone, il suicidio, non riguarda il parente di Alberto che non si tolse mai la vita ma solo il personaggio della canzone.
La canzone, nonostante sia tratta da un'esperienza del tutto personale, riesce nell'intento di trasmettere messaggi universali; questo avviene quando l'uomo, condannato ad un destino infelice, decide di iniziare a dare una serie di consigli al protagonista del brano.